# Liste des évêques de Terni
Le diocèse de Terni est un diocèse italien en Ombrie fondé au IIe siècle avec siège à Terni. En 1907, le diocèse est uni avec le diocèse de  Narni dans le diocèse de Terni et Narni et en 1983 celui-ci est uni avec celui d'Amelia dans le diocèse de Terni, Narni et Amelia (changé de nom  en diocèse de Terni-Narni-Amelia en 1986).

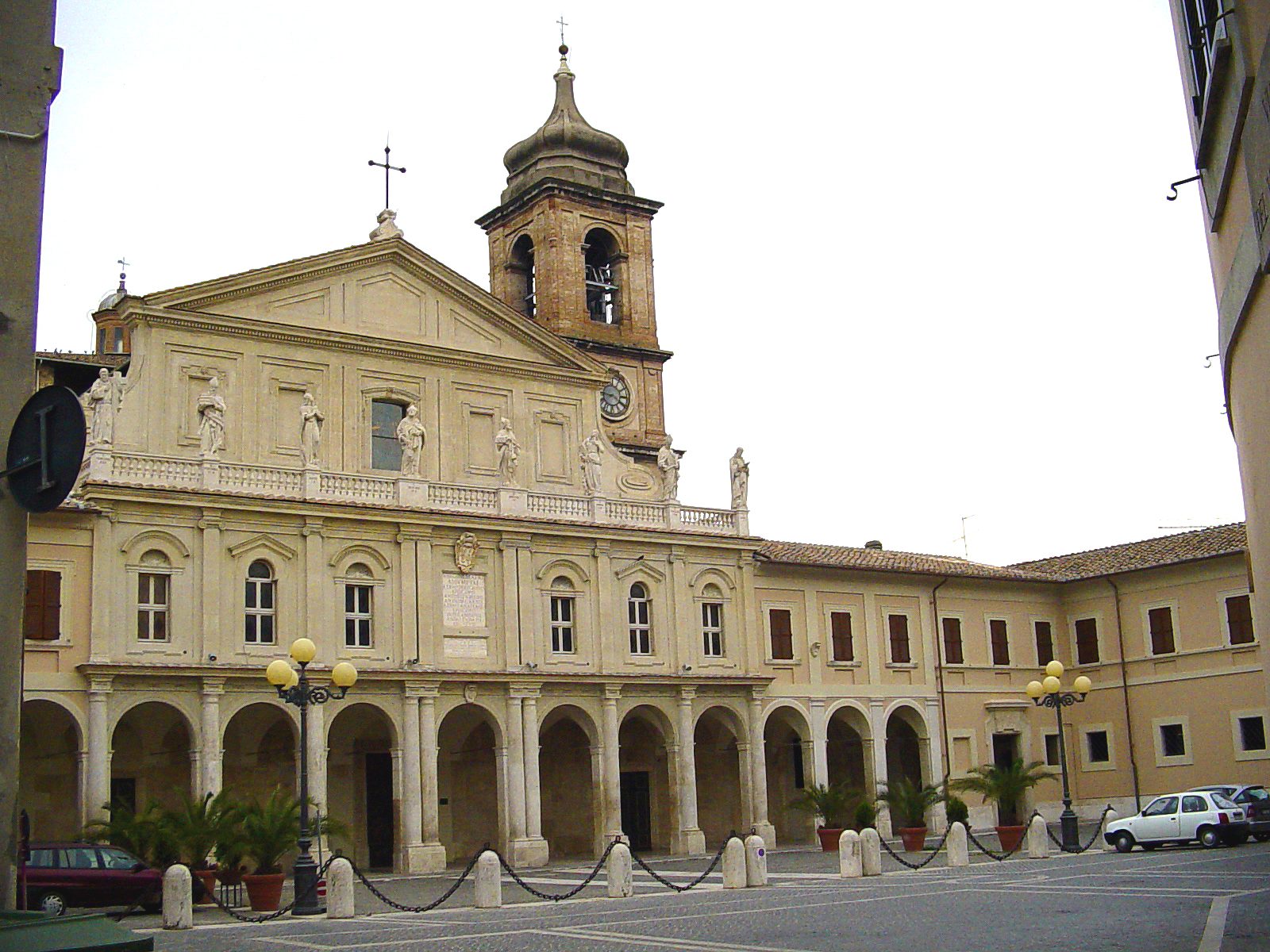
Cathedrale de Terni

## Liste des évêques de Terni
- Saint Pellegrino Ier (138–142)
- Saint Antimo (156–165)
- Saint Valentin Ier
- Saint Procolo Ier (304–310)
- Heiliger Volusiano (310- v. 330)
- Heiliger Siro I. (v. 340 - v. 345)
- Antemio (ca. 400–430)
- Aleonio (430–436)
- Omobono (436–465)
- Pretestato (465–467)
- Costantino Ier (467–469)
- Pierre Ier (469–499)
- Saint Félix (499–504)
- Saint Valentin II (520–533)
- Saint Procolo II (533–542)
- Saint Siro II (542–554)
- Saint Valentin III. (554–558)
- De 558 à 730 les diocèses de Terni et Narni ont le même évêque
- Giovenale II (558–565)
- Jean (565–591)
- Prejecto (591–595)
- Costantino II. (595–606)
- Saint Anastase (606–653)
- Costantino III (653–726)
- Trasmondo (742–760)
- De 760 à 1218 le diocèse de  Terni  est uni avec le diocèse de Spolète
- Rainerio (1218–1254)
- Filippo (1254–1276)
- Pietro II Saraceni (1276–1286)
- Tommaso Ier (1286–1296)
- Rinaldo Trinci (1296–1297)
- Pellegrino II (1297–1298)
- Masseo (1299–1316)
- Andrea (1316–1319)
- Egidio da Montefalco (1319–1320)
- Tommaso II dei Tebaldeschi (1323–1359) 
  - Gregorio Gregori (1334–1359) (anti-évêque)
- Matteo Grumoli (1359–1388)
  - Agostino (1384–1389) (anti-évêque)
- Francesco (1389–1406)
- Ludovico Mazzancolli (1406–1457)
- Francesco Coppini (1457–1463)
- Ludovico II (1463–1472)
- Francesco Maria Scelloni (1472)
- Tommaso Vincenzi (1473–1474)
- Barnaba Merloni (1474–1481)
- Giovanni (1482–1485)
- Orso Orsini (1485)
- Giovanni di Fonsalida (1494–1498)
- Francesco Williovis (1498–1499)
- Ventura Bufalini (1499–1504)
- Francesco Remolino Ilori (1504–1509)
- Pietro Bodoni (1506–1509)
- Luigi d'Apera (1509–1520)
- Pompeo Colonna (1520)
- Orazio della Valle (1520 - v. 1527)
- Sebastiano Valenti (v. 1527–1548)
- Giovanni Giacomo Barba (1546–1553) † 1565
- Tommaso Scoto (1566–1566)
- Muzio Calini (1566–1570)
- Bartolomeo Ferri (1570–1581)
- Girolamo Petroni (1581–1591)
- Giovanni Antonio Onorati (1591–1606)
- Ludovico Ripa (1606–1613)
- Clemente Gera (1613–1625)
- Cosimo Mannucci (1625–1634)
- Francesco Vitelli (1634–1636)
- Ippolito Andreassi (1536–1646)
- Francesco Angelo Rapaccioli (1646–1656)
- Sebastiano Gentili (1656–1667)
- Pietro Lanfranconi (1667–1674)
- Carlo Bonafaccia (1675–1683)
- Sperello Sperelli (1684–1698) † 1710
- Cesare Sperelli (1698–1720)
- Teodoro Pongelli (1720–1748)
- Cosimo Pierbenedetto Maculani (1748–1767)
- Agostino Felice de' Rossi (1768–1788)
- Carlo Benigni (1796–1822)
- Domenico Armellini (1822–1828)
- Nicola Mazzoni (1829–1842)
- Vincenzo Tizzani, C.R.L. (1843–1848)
- Nicola Abrate (1848–1849)
- Antonio Magrini (1849–1852)
- Giuseppe Maria Severa (1852–1870)
- Antonio Belli (1871–1897)
- Francesco Bacchini (1898–1905)

## Évêques de Terni et Narni
- Francesco Moretti (1905–1921)
- Cesare Boccoleri (it) (1921–1940) )
- Felice Bonomini (1940–1947) (
- Giovan Battista dal Prà (1948–1972) † 1990
- Santo Bartolomeo Quadri (1973–1983)

## Évêques de Terni-Narni-Amelia
- Franco Gualdrini (1983–2000)
- Vincenzo Paglia (2000–2012)
  - Ernesto Vecchi (2013-2014), administrateur apostolique
- Giuseppe Piemontese, OFM Conv. (2014-2021)
- Francesco Antonio Soddu (2021-)